# Antonio Aloni
Antonio Maria Aloni (Milano, 24 gennaio 1947 – Milano, 5 gennaio 2016) è stato un grecista, filologo classico e traduttore italiano.

## Biografia
Dopo la laurea, conseguita nel 1971 all'Università Statale di Milano con una tesi sull'onomastica della Commedia nuova (con relatore Dario Del Corno), fu assistente ordinario e quindi professore associato di Letteratura greca nello stesso ateneo.
Una volta vinto il concorso per professori ordinari divenne docente prima di Grammatica greca antica (1986-1991) e poi di Letteratura greca (1991-1997) all'Università degli Studi di Trento, dove ricoprì anche il ruolo di Direttore del Dipartimento di Scienze Filologiche e Storiche. Dal 1997 fu titolare dell'insegnamento di Letteratura greca  presso l'Università degli Studi di Torino.
Si dedicò in particolare alla performance poetica in epoca arcaica, alla poesia lirica e giambica e all'ecdotica papirologica.
Morì in seguito a una grave malattia, all'età di 68 anni. Venne cremato al cimitero di Lambrate, con le ceneri poi lì conservate in una celletta.

## Citazioni e omaggi
- La sua traduzione di una lirica di Alcmane (fr. 89 Page), oggi nota come Notturno o Silenzio, viene letta nel film Mediterraneo

## Opere
- Le Muse di Archiloco. Ricerche sullo stile archilocheo, Museum Tusculanum, Copenaghen 1981, ISBN 978-87-980-1317-4.
- Tradizioni arcaiche della Troade e composizione dell'Iliade, Edizioni Unicopli, Milano 1986.
- L'aedo e i tiranni. Ricerche sull'Inno omerico a Apollo, Roma 1989.
- Lirici Greci, vol. 3, I poeti giambici, introduzione, testo, traduzione e commento, Mondadori, Milano 1993.
- Lirici Greci, vol. 4, Alcmane e Stesicoro, introduzione, testo, traduzione, e commento, con un'Appendice su Simonide, Mondadori, Milano 1994.
- Saffo, introduzione, testo, traduzione e commento, Giunti, Firenze 1997.
- La poesia esametrica: Omero, Esiodo, Inni, in Storia della civiltà letteraria greca e latina, UTET, Torino 1998.
- Cantare glorie di eroi. Comunicazione e performance poetica nella Grecia arcaica, Scriptorium, Torino 1998.
- Da Pilo a Sigeo: poemi cantori e scrivani al tempo dei tiranni, Edizioni dell'Orso, Alessandria 2006.
- L'elegia greca e l'epigramma dalle origini al 5. secolo. Con un'appendice sulla nuova elegia di Archiloco, con A. Iannucci, Le Monnier, Firenze 2007.
- Operazione Mercurio, con Paolo Colonnello, Milano, SEM, 2018.
- La Lingua dei Greci, (curatore), Roma, Carocci, 2003 (I Ed.); 2012 (II Ed.), ISBN 9788843060856.